# Damergou
Le Damergou est un plateau du Niger.

## Géographie
Le Damergou s'étend sur une partie des communes de Gangara, Olléléwa et Tanout dans la région de Zinder. Il est situé au nord du Sahel en bordure du désert du Ténéré. C'est un plateau coupé par plusieurs vallées. Les principaux groupes ethniques du Damergou sont des membres du sous-groupe Kanouri Dagra et des Haoussas, tous deux sédentaires, des sous-groupes Peuls semi-nomades traditionnels tels que les Uda'en, Katchinanko'en et Tchilawa, des communautés traditionnellement nomades de Touareg et le sous-groupe Peul Wodaabes.

## Histoire

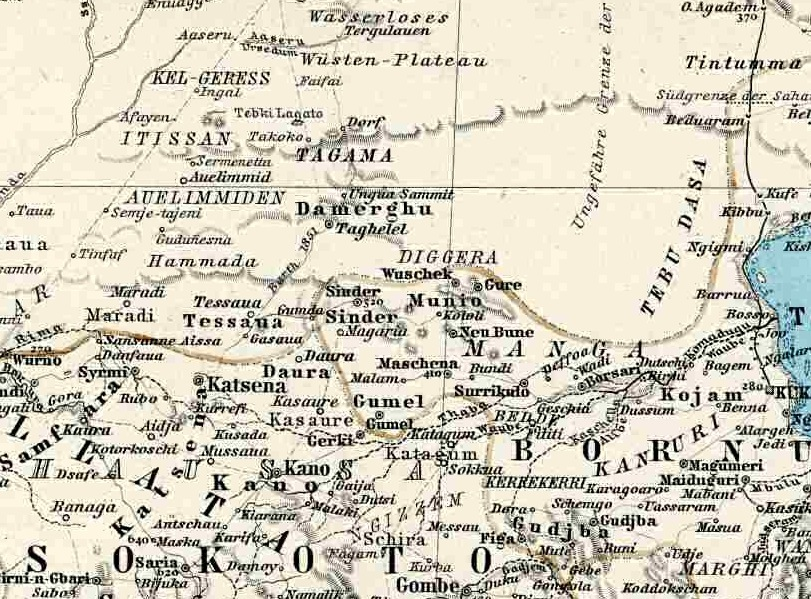
Le Damerguu et ses environs, section de carte de l'atlas manuel de Stieler (1891).

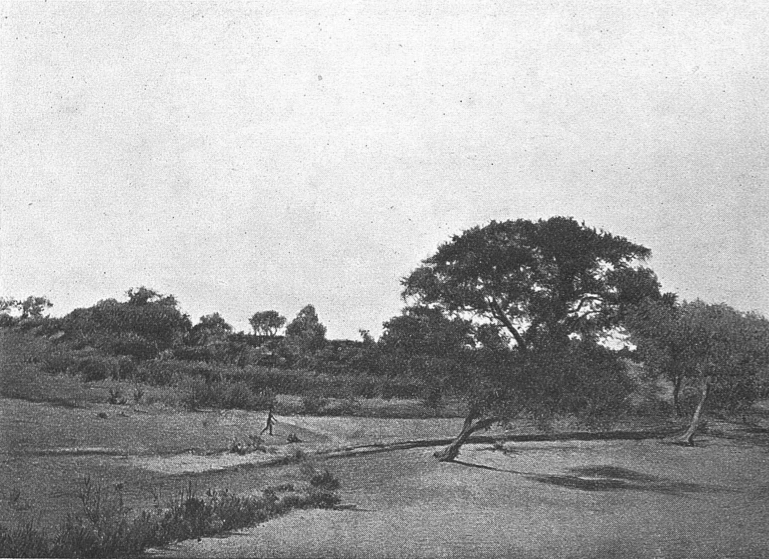
Paysage du Damergou près du village de Bourourou en 1899.

Du XVe au XIXe siècle, le Damergou est une zone migratoire sans administration politique unifiée, située entre le sultanat de l'Aïr au nord et l' empire du Bournou avec ses provinces de Zinder et Mounio (de) et les royaumes haoussa au sud. Au XVe siècle, les Touareg venus de l'Aïr supplantent les Proto-Haoussa qui étaient là depuis des siècles. Les Dagra étaient présents dès le XVIe siècle. D'autres Touareg de l'Aïr suivent. Vers la fin du XIXe siècle, un groupe de commerçants nord-africains arrive de Ghadamès. La principale route du commerce transsaharien entre la Tripolitaine et les États haoussa, établie au XVe siècle, passe par le Damergou.
Les explorateurs européens de l'Afrique, Heinrich Barth, Adolf Overweg et James Richardson se rendent au Damergou au début de 1851. Barth rédige une description détaillée des conditions de l'époque. Les principaux centres politiques du Damergou sont Dan Kamsa (de), Farara (de), le sud de Koulan Karki, Olléléwa et Taghelel (de). Compte tenu des riches champs de maïs de Bani Walki (de) et du nord de Koulan Karki, qui peuvent faire vivre plus que la simple population locale, Barth juge la région comme « une zone susceptible de devenir de la plus haute importance dans l'histoire future de l'humanité ». Jules Verne fait voler en ballon les héros de son roman Cinq Semaines en ballon, en 1863, au-dessus du Damergou.
Proche de Zinder, le Damergou est colonisé par la France au XIXe siècle. Il est alors essentiellement habité par des touareg. La France se désintéresse rapidement du territoire. La mission Foureau-Lamy traverse la région en octobre 1899, s'arrêtant à Gangara et à Sabon Kafi (de). De 1901 à 1960, le Damergou fait ainsi partie de l'empire colonial français. Le premier poste français est créé par Henri Gaden, venu de Zinder, en mai 1901 dans le village de Guidjigaoua (de). En septembre 1901, ce poste est transféré à Djadjidouna (de) et à partir de 1915 le Damergou est administré depuis Tanout.
Des études géologiques y sont menées dans les années 1930,.